# Linia kolejowa Radziwiliszki – Petrašiūnai
Linia kolejowa Radziwiliszki – Petrašiūnai – linia kolejowa na Litwie łącząca stację Radziwiliszki ze ślepą stacją Petrašiūnai.
Linia na całej długości jest niezelektryfikowana i jednotorowa.

## Historia
Linia powstała w okresie przynależności tych terenów do Związku Sowieckiego i połączyła z siecią kolejową kopalnię dolomitu w Petrašiūnai. Od 1991 znajduje się w granicach niepodległej Litwy.